# Christian Moritz von Königsegg-Rothenfels

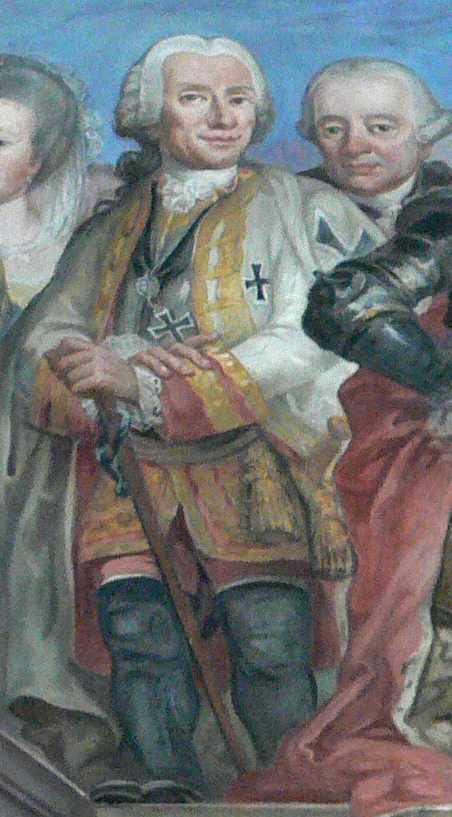
Christian Moritz von Königsegg-Rothenfels

Hrabě Christian Moritz von Königsegg und Rothenfels (* 24.listopadu 1705; † 21.července 1778 ve Vídni) byl císařský polní maršál. Jeho strýcem byl Lothar von Königsegg-Rothenfels, diplomat a taktéž polní maršál.
Do armády vstoupil velmi mlád do pluku svého strýce a zde dosáhl hodnosti plukovníka. V roce 1734 byl zraněn v bitvě u Guastally. Bojoval ve válkách proti Turkům a ve Válkách o rakouské dědictví. Během sedmileté války bojoval v Čechách a byl poražen v Bitvě u Liberce. I přes porážku byl roku 1758 povýšen na říšského polního maršála.